# Puntate di Techetechete' (decima stagione)
La decima stagione del programma televisivo italiano di videoframmenti Techetechete', denominata Il meglio della TV e composta da 65 puntate, è andata in onda in access prime time su Rai 1 dal 2 luglio all'11 settembre 2020.

## Caratteristiche
Nella decima stagione, ogni puntata è dedicata ad un argomento specifico che varia in base al giorno della settimana: il lunedì è dedicato agli sceneggiati, il martedì al Festival di Sanremo (sotto il tema intitolato Sanremo Graffiti), il mercoledì a comici, cantanti e curiosità delle regioni italiane (Viaggio in Italia), il giovedì ai grandi personaggi dello spettacolo (Numeri Uno), il venerdì a cantanti, gruppi e canzoni intramontabili (Jukebox), il sabato al varietà e la domenica a un tema preciso.

## Puntate
| Puntata       | Messa in onda | Titolo                                          | Note                                                                               | Telespettatori | Share  | Fonte  |
| ------------- | ------------- | ----------------------------------------------- | ---------------------------------------------------------------------------------- | -------------- | ------ | ------ |
| 1             | 2 luglio      | Sexy Parade                                     | Puntata dedicata alle canzoni maliziose                                            | 3.408.000      | 17,09% | [ 2 ]  |
| 2             | 3 luglio      | Ave Bice e Cinzia                               | Puntata dedicata a Ave Ninchi, Bice Valori e Cinzia Leone                          | 3.479.000      | 17,89% | [ 3 ]  |
| 3             | 4 luglio      | I grandi registi. Antonello Falqui              | Puntata dedicata ad Antonello Falqui                                               | 2.793.000      | 16,57% | [ 4 ]  |
| 4             | 5 luglio      | Di padre in figlio                              | Puntata dedicata ai figli d'arte e ai loro genitori                                | 3.258.000      | 17,87% | [ 5 ]  |
| 5             | 7 luglio      | Perché Sanremo è Sanremo                        | Puntata dedicata alla storia del Festival di Sanremo                               | 3.765.000      | 18,23% | [ 6 ]  |
| 6             | 9 luglio      | Canta che ti passa                              | Puntata dedicata alle canzoni da jukebox                                           | 3.349.000      | 17,44% | [ 7 ]  |
| 7             | 10 luglio     | Giorgio Teo Max                                 | Puntata dedicata a Giorgio Panariello, Teo Teocoli e Max Tortora                   | 3.592.000      | 19,96% | [ 8 ]  |
| 8             | 11 luglio     | Voci del cuore                                  | Puntata dedicata alle canzoni del cuore                                            | 2.967.000      | 18,51% | [ 9 ]  |
| 9             | 12 luglio     | Andrà tutto bene                                | Puntata dedicata al periodo trascorso in quarantena                                | 3.166.000      | 17,52% | [ 10 ] |
| 10            | 13 luglio     | Giallo il sole la forza mi dà                   | Puntata dedicata a Sandokan                                                        | 3.619.000      | 17,26% | [ 11 ] |
| 11            | 14 luglio     | Quando Sanremo è donna                          | Puntata dedicata alle donne del Festival di Sanremo                                | 3.703.000      | 18,54% | [ 12 ] |
| 12            | 15 luglio     | Viaggio in Italia - Liguria                     | Puntata dedicata alla Liguria                                                      | 3.272.000      | 15,79% | [ 13 ] |
| 13            | 16 luglio     | Amore che vieni, amore che vai                  | Puntata dedicata alle canzoni d'amore                                              | 3.502.000      | 17,42% | [ 14 ] |
| 14            | 17 luglio     | Gigi Proietti. Solo per voi                     | Puntata dedicata a Gigi Proietti                                                   | 3.496.000      | 17,87% | [ 15 ] |
| 15            | 18 luglio     | Il varietà a sessant'anni dai '60               | Puntata dedicata ai varietà degli anni sessanta                                    | 2.955.000      | 17,51% | [ 16 ] |
| 16            | 19 luglio     | Un animale per amico                            | Puntata dedicata agli animali in tv (replica)                                      | 3.375.000      | 18,61% | [ 17 ] |
| 17            | 20 luglio     | Delitti e misteri                               | Puntata dedicata agli sceneggiati mistery                                          | 2.679.000      | 13,20% | [ 18 ] |
| 18            | 21 luglio     | Il gusto di cantare                             | Puntata dedicata alle canzoni legate al cibo presentate al Festival di Sanremo     | 3.232.000      | 16,39% | [ 19 ] |
| 19            | 22 luglio     | Viaggio in Italia - Fantasia piemontese         | Puntata dedicata al Piemonte                                                       | 3.168.000      | 15,78% | [ 20 ] |
| 20            | 23 luglio     | L'amore di gruppi                               | Puntata dedicata ai gruppi musicali                                                | 3.079.000      | 15,76% | [ 21 ] |
| 21            | 24 luglio     | Charles, Gino e gli Stadio                      | Puntata dedicata a Charles Aznavour, Gino Bramieri e gli Stadio                    | 3.234.000      | 17,07% | [ 22 ] |
| 22            | 25 luglio     | Gran varietà                                    | Puntata dedicata ai varietà televisivi                                             | 3.125.000      | 18,88% | [ 23 ] |
| 23            | 26 luglio     | Baci e schiaffi                                 | Puntata dedicata ai baci e schiaffi della TV                                       | 3.064.000      | 17,60% | [ 24 ] |
| 24            | 27 luglio     | La famiglia canterina                           | Puntata dedicata alle canzoni                                                      | 3.866.000      | 19,53% | [ 25 ] |
| 25            | 28 luglio     | Sanremo... Un amore così grande                 | Puntata dedicata al Festival di Sanremo                                            | 3.592.000      | 18,29% | [ 26 ] |
| 26            | 29 luglio     | Viaggio in Italia - Emme come Milano            | Puntata dedicata a Milano                                                          | 3.196.000      | 16,76% | [ 27 ] |
| 27            | 30 luglio     | Appuntamento con l'amore                        | Puntata dedicata alle canzoni da jukebox                                           | 3.204.000      | 16,97% | [ 28 ] |
| 28            | 31 luglio     | 100 volte Franca                                | Puntata dedicata a Franca Valeri in occasione del suo centesimo compleanno         | 2.945.000      | 16,91% | [ 29 ] |
| 29            | 1º agosto     | I grandi registi. Enzo Trapani                  | Puntata dedicata ad Enzo Trapani                                                   | 2.495.000      | 15,56% | [ 30 ] |
| 30            | 2 agosto      | Pronto? È la Rai!                               | Puntata dedicata al telefono                                                       | 2.906.000      | 17,38% | [ 31 ] |
| 31            | 3 agosto      | Di che segno sei?                               | Puntata dedicata all'oroscopo                                                      | 4.045.000      | 19,87% | [ 32 ] |
| 32            | 4 agosto      | I complessi di Sanremo                          | Puntata dedicata ai complessi del Festival di Sanremo                              | 3.705.000      | 18,30% | [ 33 ] |
| 33            | 5 agosto      | Sicilia Amuri Miu                               | Puntata dedicata alla Sicilia                                                      | 3.155.000      | 15,53% | [ 34 ] |
| 34            | 6 agosto      | Album di ricordi                                | Puntata dedicata alle canzoni da jukebox                                           | 3.370.000      | 17,64% | [ 35 ] |
| 35            | 7 agosto      | Aldo, Fred, Tiziano                             | Puntata dedicata a Aldo Fabrizi, Fred Bongusto e Tiziano Ferro (replica)           | 2.635.000      | 13,87% | [ 36 ] |
| 36            | 8 agosto      | Perché Fantastico è Fantastico                  | Puntata dedicata a Fantastico                                                      | 2.940.000      | 17,96% | [ 37 ] |
| 37            | 9 agosto      | Dalle stelle alle star                          | Puntata dedicata alle stelle e alla notte di San Lorenzo                           | 2.951.000      | 18,37% | [ 38 ] |
| 38            | 10 agosto     | 40 sfumature di Rita                            | Puntata dedicata a Rita Pavone                                                     | 3.338.000      | 18,00% | [ 39 ] |
| 39            | 11 agosto     | Bellissime che non hanno vinto                  | Puntata dedicata alle canzoni del Festival di Sanremo che non hanno mai vinto      | 3.614.000      | 20,53% | [ 40 ] |
| 40            | 12 agosto     | Viaggio in Italia - Roma capoccia               | Puntata dedicata a Roma                                                            | 2.794.000      | 15,31% | [ 41 ] |
| 41            | 13 agosto     | Cantare l'alfabeto                              | Puntata dedicata alle canzoni da jukebox in ordine alfabetico                      | 3.216.000      | 19,00% | [ 42 ] |
| 42            | 14 agosto     | Lei, lui, loro                                  | Puntata dedicata a Paola Tiziana Cruciani, Rodolfo Laganà e Ricchi e Poveri        | 2.694.000      | 16,94% | [ 43 ] |
| 43            | 15 agosto     | Presentatore: si nasce o si diventa!            | Puntata dedicata ai presentatori televisivi                                        | 2.524.000      | 18,04% | [ 44 ] |
| 44            | 16 agosto     | Liscio non ti lascio                            | Puntata dedicata al liscio                                                         | 3.118.000      | 19,54% | [ 45 ] |
| 45            | 17 agosto     | Gran Bazar                                      | Puntata dedicata ai Matia Bazar (replica)                                          | 3.206.000      | 16,69% | [ 46 ] |
| 46            | 18 agosto     | A due voci                                      | Puntata dedicata ai duetti del Festival di Sanremo                                 | 3.489.000      | 18,90% | [ 47 ] |
| 47            | 19 agosto     | Viaggio in Italia - Emilia Romagna. At voi bien | Puntata dedicata all'Emilia-Romagna                                                | 3.301.000      | 17,61% | [ 48 ] |
| 48            | 20 agosto     | I grandi compositori. Totò Savio                | Puntata dedicata alle composizioni del maestro Totò Savio                          | 3.453.000      | 19,47% | [ 49 ] |
| 49            | 21 agosto     | Paris mon amour                                 | Puntata dedicata alle canzoni francesi (replica)                                   | 2.671.000      | 14,27% | [ 50 ] |
| 50            | 22 agosto     | In punta di stelle                              | Puntata dedicata alla danza classica (replica)                                     | 2.977.000      | 18,85% | [ 51 ] |
| 51            | 23 agosto     | L'uomo, la maschera, la tivù                    | Puntata dedicata ai travestimenti in televisione                                   | 2.897.000      | 15,26% | [ 52 ] |
| 52            | 24 agosto     | I promessi sposi                                | Puntata dedicata ai Promessi sposi                                                 | 3.514.000      | 17,08% | [ 53 ] |
| 53            | 25 agosto     | Invincibile Maria Giovanna                      | Puntata dedicata a Maria Giovanna Elmi in occasione del suo ottantesimo compleanno | 3.500.000      | 17,89% | [ 54 ] |
| 54            | 26 agosto     | Viaggio in Italia - Veneto e Friuli             | Puntata dedicata al Veneto e al Friuli-Venezia Giulia                              | 3.274.000      | 17,01% | [ 55 ] |
| 55            | 27 agosto     | Stessa spiaggia stesso mare                     | Puntata dedicata alle canzoni sull'estate e il mare                                | 3.504.000      | 18,56% | [ 56 ] |
| 56            | 28 agosto     | Gianna Nannini                                  | Puntata dedicata a Gianna Nannini                                                  | 3.512.000      | 18,59% | [ 57 ] |
| 57            | 29 agosto     | Vincere il Festival di Sanremo                  | Puntata dedicata ai vincitori del Festival di Sanremo                              | 3.844.000      | 21,25% | [ 58 ] |
| 58            | 30 agosto     | Stasera debutto                                 | Puntata dedicata ai debutti dei personaggi tv                                      | 4.141.000      | 21,21% | [ 59 ] |
| 59            | 31 agosto     | Una serata al Teatro Sistina                    | Puntata dedicata al Teatro Sistina                                                 | 3.724.000      | 16,66% | [ 60 ] |
| 60            | 1º settembre  | Le meteore del Festival                         | Puntata dedicata alle meteore del Festival di Sanremo                              | 3.949.000      | 18,10% | [ 61 ] |
| 61            | 3 settembre   | Julio e Miguel. Seduttori latini                | Puntata dedicata a Julio Iglesias e Miguel Bosé                                    | 3.990.000      | 18,39% | [ 62 ] |
| 62            | 6 settembre   | I motorizzati                                   | Puntata dedicata ai motori                                                         | 3.293.000      | 16,34% | [ 63 ] |
| 63            | 8 settembre   | Non sono solo canzonette                        | Puntata dedicata ai momenti più significativi della storia del Festival di Sanremo | 3.592.000      | 15,86% | [ 64 ] |
| 64            | 9 settembre   | Toscana a te siam giunti                        | Puntata dedicata alla Toscana                                                      | 3.589.000      | 16,30% | [ 65 ] |
| 65            | 10 settembre  | I mille volti di Monica                         | Puntata dedicata a Monica Vitti                                                    | 3.856.000      | 17,10% | [ 66 ] |
| 66            | 11 settembre  | Senza di noi... Che barba, che noia!            | Puntata dedicata a Sandra Mondaini e Raimondo Vianello                             | 3.691.000      | 17,23% | [ 67 ] |
| Media Auditel | Media Auditel | Media Auditel                                   | Media Auditel                                                                      | 3.311.000      | 17,5%  |        |